# Don Markstein's Toonopedia
Don Markstein's Toonopedia (subtitulada A Vast Repository of Toonological Knowledge (Un vast dipòsit de coneixement toonològic)) és una enciclopèdia en línia de còmics, tires còmiques i animació impresa, iniciada el 13 de febrer de 2001. Donald D. Markstein, l'únic escriptor i editor de Toonopedia, la va anomenar "la primera enciclopèdia de toons d'hipertext del món" i va afirmar: "La idea bàsica és cobrir tot l'espectre de les caricatures americanes".
Markstein va començar el projecte durant el 1999 amb diversos títols anteriors: va canviar Don's Cartoon Encyberpedia (1999) per Don Markstein's Cartoonopedia (2000) després de conèixer que la paraula "Encyberpedia" havia estat una marca comercial. Durant el 2001, es va fixar el seu títol final i va assenyalar: "Vaig decidir (després de pensar-hi diverses setmanes) canviar el nom del lloc per Don Markstein's Toonopedia, en lloc de Cartoonopedia. Millor ritme en el nom, a més de "toon" és probablement una paraula més adequada, en el llenguatge modern, que "cartoon", pel que estic fent."

## Tires còmiques
L'autor de la Toonopedia, Donald David Markstein (21 de març de 1947 - 11 de març de 2012) va quedar fascinat amb totes les formes de dibuixos animats des de la seva infància. Durant el 1981, Markstein i la seva dona, GiGi Dane (7 d'agost de 1949 - 5 d'agost de 2016), van fundar Apatoons, una associació de premsa amateur dedicada a l'animació. Ell va editar Comics Revue, una antologia mensual de còmics de diaris, del 1984 al 1987 i del 1992 al 1996. Escriptor de Walt Disney Comics, Markstein va basar Toonopedia en els dibuixos animats estatunidencs i altres en anglès amb l'objectiu de desenvolupar el recurs en línia més gran sobre dibuixos animats nord-americans. Toonopedia va acumular més de 1.800 articles des del seu llançament el 13 de febrer de 2001.
Markstein va treballar al personal del diari de Nova Orleans Times-Picayune, escrivint reportatges per a la secció de la revista Sunday. Els seus crèdits independents inclouen ressenyes setmanals de restaurants del Phoenix Business Journal, previsualitzacions semestrals de projectes de publicació de còmics, llibres de programes de convencions de ciència-ficció, guions per a cintes de relaxació i manuals d'ordinador. Els seus guions de còmics són principalment per a personatges amb llicència, inclosos l'ànec Donald, el ratolí Mickey, Mighty Morphin Power Rangers i Eek! The Cat.
Va proporcionar edició, disseny i producció de nombroses publicacions, com ara Arizona Living, Arizona Women's Voice, Comics Interview, Comics Revue, Phoenix, Phoenix Resource, Louisiana Weekly Employer, Scottsdale i Sun Tennis.
El febrer de 2011, Markstein, que tenia antecedents d’ictus, va patir el que la seva filla va anomenar "un incident que el va fer entrar i sortir dels hospitals durant diverses setmanes", i el mes següent "va patir un ictus massiu mentre estava a l'hospital. Això va fer que quedés paralitzat del seu costat esquerre". Va morir d'insuficiència respiratòria el març del 2012. El 2012, la família de Markstein va anunciar plans per continuar actualitzant Toonopedia a través de nous articles escrits per fans, però el lloc encara no s'ha actualitzat des del febrer de 2011.

## Llibres
El tema de Toonopedia se solapa amb els llibres que Markstein va escriure, editar i recopilar. A Prince Valiant Companion (Manuscript Press, 1992), de Todd Goldberg i Carl J. Horak, va ser editat per Markstein i Rick Norwood. Inclou resums argumentals de la tira Prince Valiant des del seu començament el 1937 fins a la retirada del creador de la tira, Hal Foster, el 1980, juntament amb material addicional sobre la sèrie i l’altra obra de Foster.
Hot Tips from Top Comics Creators (Fictioneer Books, 1994) és una col·lecció de 120 pàgines de més de 1.000 consells sobre la indústria del còmic dels deu primers anys de Comics Interview, a més de biografies de 262 professionals del còmic.